# Goronio
Goronio (Goronyo) é uma Áreas do governo local em Socoto, Nigéria. Sua sede fica na cidade de Goronio, no rio Socoto. Possui uma área de 1704 km² e uma população de 182296 no censo de 2006.
O código postal da área é 842.